# 阿拉梅达-德尔巴列
阿拉梅达德尔瓦列，是西班牙马德里自治区的一个市镇。总面积25平方公里，总人口175人（2001年），人口密度7人/平方公里。